# Gallia megye
Gallia megye az Amerikai Egyesült Államokban, azon belül Ohio államban található. Megyeszékhelye és legnagyobb városa Gallipolis. Lakosainak száma 29 220 fő (2020. április 1.). Gallia megye Vinton, Cabell, Meigs, Mason, Lawrence és Jackson megyékkel határos.

## Népesség
A megye népességének változása:
| Lakosok száma | 31 056 | 30 951 | 30 811 | 30 621 | 30 142 | 29 220 |
|               | 2010   | 2011   | 2012   | 2013   | 2015   | 2020   |